# 第4次長期滞在
第4次長期滞在（だい4じちょうきたいざい、Expedition 4）は、国際宇宙ステーション（ISS）での4度目の長期滞在である。

## 乗組員
| 機長                                             | フライトエンジニア1                          | フライトエンジニア2                       |
| ------------------------------------------------ | -------------------------------------------- | ----------------------------------------- |
| ユーリー・オヌフリエンコ, ロシア連邦宇宙局 2度目 | ダニエル・バーシュ, アメリカ航空宇宙局 5度目 | カール・ウォルツ,アメリカ航空宇宙局 4度目 |

## ミッションパラメータ
- 近点：384km
- 遠点：396km
- 軌道傾斜角：51.6°
- 公転周期：92分

- ドッキング：2001年12月7日20時3分29秒（UTC）
- ドッキング解除：2002年6月15日14時32分（UTC）
- ドッキング時間：189日18時間28分31秒

## ミッションの目的
第4次長期滞在では、科学実験が拡充され、それまでに行われた実験と比べほぼ倍増した。第4次長期滞在の乗組員は2001年12月5日にSTS-108のミッションで、エンデバーに乗ってISSを訪れた。2001年12月8日にISSに到着し、2002年6月19日まで滞在し、STS-111で地球に帰還した。
3人はISSで生活する4番目の乗組員で、ロシア人の機長とアメリカ人のフライトエンジニアからなる国際的なチームであった。

## 宇宙遊泳
第3次長期滞在では、ISSの維持と拡張のために3度の宇宙遊泳が行われ、合計17時間49分をステーションの外で過ごした。これによって、宇宙遊泳は合計34回（ISSから9回、スペースシャトルから25回）になり、合計208時間5分となった。

### 宇宙遊泳1
- 宇宙飛行士：オヌフリエンコ、ウォルツ
- 時間：6時間3分
- 開始：2002年1月14日20時59分（GMT）
- 終了：2002年1月14日3時2分（GMT）

### 宇宙遊泳2
- 宇宙飛行士：オヌフリエンコ、バーシュ
- 時間：5時間59分
- 開始：2002年1月25日15時19分（GMT）
- 終了：2002年1月25日21時18分（GMT）

### 宇宙遊泳3
- 宇宙飛行士：ウォルツ、バーシュ
- 時間：5時間49分
- 開始：2002年2月20日11時38分（GMT）
- 終了：2002年2月20日17時25分（GMT）